# بئاتریس رابرتس
بئاتریس رابرتس (انگلیسی: Beatrice Roberts; ۷ مارس ۱۹۰۵ – ۲۴ ژوئیهٔ ۱۹۷۰) بازیگر اهل ایالات متحده آمریکا بود.